# Ranftlmühle

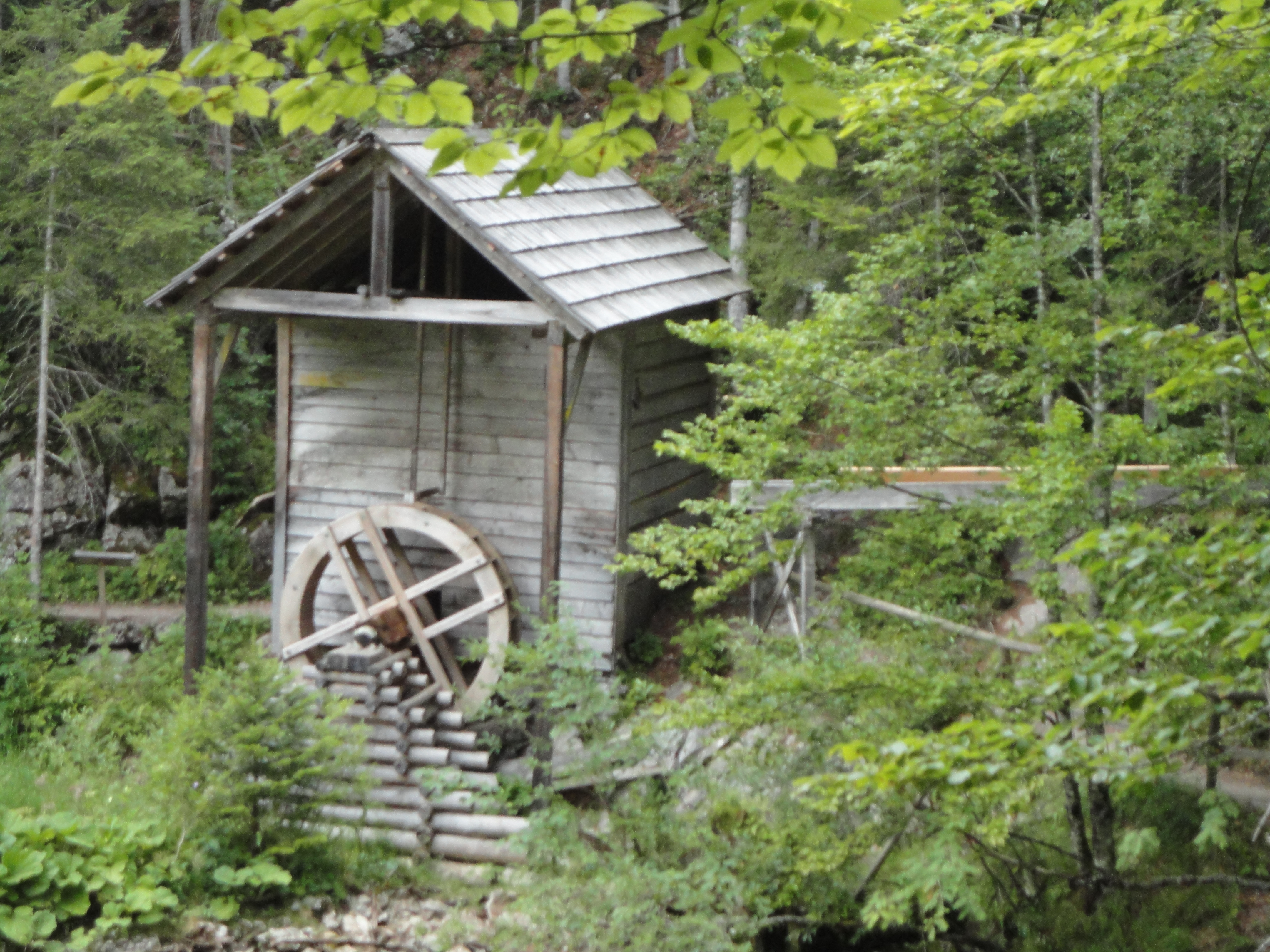
Ranftlmühle

Die Ranftlmühle ist eine historische Wassermühle, die an der Stimitz in der Nähe der Ortschaft Gößl im Gemeindegebiet von Grundlsee im Ausseerland liegt.

## Geschichte
Die Ranftlmühle wurde im Jahr 1850 aus Holz errichtet und nach dem Wiener Maler Johann Matthias Ranftl (1805–1854) benannt, der viele Monate im Sommer am Grundlsee verbracht hat. Er hat diese Mühle bzw. ihren Vorgängerbau immer wieder aufgesucht, um seinem künstlerischen Schöpfergeist neue Nahrung zu geben. Zuvor hieß die Mühle „Rotbart-Mühle“. Die Mühle wurde in den Jahren 2006 bis 2011 umfassend saniert. Dabei wurden zuerst der Mühlbock aus Tannenholz aus der direkten Umgebung und die Säulen über dem Mühlrad 2006 erneuert. Im Mai 2007 wurde das Dach neu eingedeckt. Im Winter 2010/11 wurde das Mühlrad erneuert und im Mai 2011 neu montiert. Die Wasserzufuhr konnte am 11. Juni 2011 fertiggestellt werden.
In Herbert Dutzlers Altausseekrimi „Letzter Saibling“ ist die Ranftlmühle ein Schauplatz.